# Rădulești, Satu Mare
Rădulești este un sat în comuna Căuaș din județul Satu Mare, Transilvania, România. Se află în partea de sud-vest a județului, în Câmpia Ierului. Aparține administrativ de. La recensământul din 2002 avea o populație de 113 locuitori.